# Denkmalliste des Landes Brandenburg
Die Denkmalliste des Landes Brandenburg ist das amtliche öffentliche Verzeichnis der Denkmale im Land Brandenburg. Sie wird geführt vom Brandenburgischen Landesamt für Denkmalpflege und Archäologischen Landesmuseum.
Gesetzliche Grundlage für die Denkmalliste ist § 3 des Brandenburgischen Denkmalschutzgesetzes vom 24. Mai 2004. Vor Inkrafttreten des Gesetzes wurde die Liste von den unteren Denkmalschutzbehörden der Landkreise und kreisfreien Städte geführt. Seither wird die Liste auf Basis der von den unteren Denkmalschutzbehörden der Landkreise und kreisfreien Städten sowie der Stiftung Preußische Schlösser und Gärten Berlin-Brandenburg als eigener unterer Denkmalschutzbehörde übergebenen Denkmalverzeichnissen zusammengestellt.
Gemäß Denkmalschutzgesetz ist die Denkmalliste mit der Bezeichnung des Denkmals und den Angaben zum Ort im Amtsblatt für Brandenburg bekannt zu machen. Der Schutz der Denkmale ist nicht von der Eintragung in die Denkmalliste abhängig. Bodendenkmale und bewegliche Denkmale, deren Schutz durch eine Veröffentlichung gefährdet würde, werden nicht veröffentlicht. Das Inventar eines Denkmals ist durch die Unterschutzstellung ebenfalls geschützt, wenn es mit dem Denkmal eine Einheit von Denkmalwert bildet. Die Aufnahme in die Denkmalliste erfolgt von Amts wegen; sie ist kein Verwaltungsakt. Soweit ein Denkmal aufgrund des novellierten Brandenburgischen Denkmalschutzgesetzes in die Denkmalliste eingetragen wurde, können Verfügungsberechtigte die Eigenschaft als Denkmal durch Verwaltungsakt feststellen lassen.
Die Denkmalliste ist nach kreisfreien Städte und Landkreisen untergliedert und jeweils in drei Abschnitte unterteilt:
A) Bodendenkmale (alphabetisch nach Gemarkungen geordnet),
B) durch Satzung geschützte Denkmalbereiche (kommunal erlassene Denkmalbereichssatzungen),
C) Denkmale (Baudenkmale, Gartendenkmale und technische Denkmale), alphabetisch geordnet nach Ort und Adresse.
Denkmale, die von der Stiftung Preußische Schlösser und Gärten Berlin-Brandenburg verwaltet werden, sind mit dem Zusatz SPSG gekennzeichnet.
Die vier kreisfreien Städte und 14 Landkreise sind Landkreis Barnim, Landkreis Dahme-Spreewald, Landkreis Elbe-Elster, Landkreis Havelland, Landkreis Märkisch-Oderland, Landkreis Oberhavel, Landkreis Oberspreewald-Lausitz, Landkreis Oder-Spree, Landkreis Ostprignitz-Ruppin, Landkreis Potsdam-Mittelmark, Landkreis Prignitz, Landkreis Spree-Neiße, Landkreis Teltow-Fläming, Landkreis Uckermark, Stadt Brandenburg an der Havel, Stadt Cottbus, Stadt Frankfurt (Oder) und Stadt Potsdam.

## Geschichte
Die Denkmalliste des Landes Brandenburg wurde erstmals im Amtsblatt für Brandenburg Nr. 3 vom 26. Januar 2005 veröffentlicht. Sie wird durch Aktualisierungen kontinuierlich fortgeschrieben.
- 1. Aktualisierung, 22. Februar 2006, Amtsblatt für Brandenburg Nr. 7[2]
- 2. Aktualisierung, 21. Februar 2007, Amtsblatt für Brandenburg Nr. 7[3]
- 3. Aktualisierung, 20. Februar 2008, Amtsblatt für Brandenburg Nr. 7[4]
- 4. Aktualisierung, 11. Februar 2009, Amtsblatt für Brandenburg Nr. 5[5]
- 5. Aktualisierung, 17. Februar 2010, Amtsblatt für Brandenburg Nr. 6[6]
- 6. Aktualisierung, 2. März 2011, Amtsblatt für Brandenburg Nr. 8[7]
- 7. Aktualisierung, 15. Februar 2012, Amtsblatt für Brandenburg Nr. 6[8]
- 8. Aktualisierung, 27. Februar 2013, Amtsblatt für Brandenburg Nr. 8[9]
- 9. Aktualisierung, 19. Februar 2014, Amtsblatt für Brandenburg Nr. 7[10]
- 10. Aktualisierung, 18. Februar 2015, Amtsblatt für Brandenburg Nr. 6[11]
- 11. Aktualisierung, 17. Februar 2016, Amtsblatt für Brandenburg Nr. 6[12]
- 12. Aktualisierung, 15. Februar 2017, Amtsblatt für Brandenburg Nr. 6[12]
- 13. Aktualisierung, 13. Februar 2019, Amtsblatt für Brandenburg Nr. 5[12]
- 14. Aktualisierung
- 15. Aktualisierung
- 16. Aktualisierung
- 17. Aktualisierung, 13. April 2022, Amtsblatt für Brandenburg Nr. 14[13]